# Aeropuerto de Saint-Georges-de-l'Oyapock
El Aeropuerto de Saint-Georges-de-l'Oyapock  (en francés: aérodrome de Saint-Georges-de-l'Oyapock) (IATA: OYP, ICAO: SOOG) es un aeropuerto que sirve a Saint-Georges-de-l'Oyapock en la Guayana Francesa un territorio dependiente de Francia en América del Sur. Saint-Georges-de-l'Oyapock se encuentra en el río Oyapock, que forma la frontera entre Francia y Brasil.
El aeropuerto se encuentra a una altitud de 36 pies (11 m) sobre el nivel medio del mar . Cuenta con una pista pavimentada designada 4.22 que mide 1.200 por 15 metros (3.937 pies x 49 pies).
Air Guyane Express operó vuelos regulares en el aeropuerto hasta agosto de 2023.